# Степной диалект крымскотатарского языка

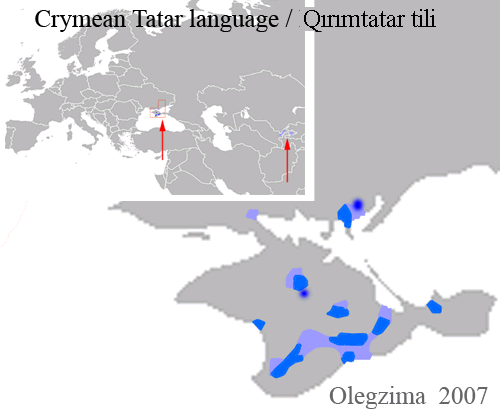
Распространение крымскотатарского языка

Степно́й (се́верный, нога́йский) диалект (крымскотат. çöl şivesi, noğay şivesi, tatarşa, tatar tĭlĭ; чёль шивеси, ногъай шивеси) — диалект крымскотатарского языка, распространённый среди степных крымских татар, проживавших до депортации 1944 года в степной (северной) части Крыма. Принадлежит к кыпчакской группе тюркских языков. Степной диалект крымских татар традиционно относят к кыпчакско-ногайским языкам (в отличие от половецко-кыпчакского среднего и огузского южнобережного диалектов). Вместе с тем в степном диалекте отсутствуют характерные для кыпчакско-ногайских языков изменения согласных ш > с, ч > ш.
В состав степных крымских татар, сформировавшихся в степной полосе Крыма, вошли главным образом кыпчакские племена.

## Говоры
В степном диалекте выделяется три собственно крымских субдиалекта (групп говоров): тарханкутско-евпаторийский (западный), перекопско-джанкойский (северный) и керченско-феодосийский (восточный), а также добруджинский региональный вариант крымскотатарского языка, на котором говорят крымские татары Румынии. Отличия между первыми тремя незначительны и сводятся в основном к лексике. Характерной фонетической чертой керченско-феодосийской группы говоров является произношение ç/ч/چ как [ɕ] (звук, близкий к русскому щ, аналогичный ч в языке поволжских татар). В керченско-феодосийской и перекопско-джанкойской группах говоров наблюдается также сильная делабиализация гласных u, ü (то есть превращение их в ı, i).

## В Румынии
Подавляющее большинство крымских татар Румынии говорит на местном говоре степного диалекта. В области фонетики этот говор характеризуется переходом ч > ш (при этом характерный для ногайских языков переход ш > с отсутствует), в области лексики — заметным влиянием турецкого языка. В условиях продолжавшейся более 70 лет изоляции крымских татар Румынии от крымскотатарского народа (из-за враждебных отношений СССР и Румынии в довоенный период и депортации крымских татар в послевоенный) в Румынии не получил распространения литературный крымскотатарский язык, используемый в Крыму, а развилась своя литературная норма на основе местного говора, используемая и по сей день.

### Алфавит
Татары, живущие в Румынии, используют этот алфавит:
| A a | B b       | C c | Ç ç | D d | E e | F f |     |     |
| G g | Ğ ğ (Ǧ ǧ) | H h | I ı | İ i | Ĭ ĭ | J j | K k | L l |
| M m | N n       | Ñ ñ | O o | Ö ö | P p | Q q | R r |     |
| S s | Ş ş (Ș ș) | T t | U u | Ü ü | V v | W w | Y y | Z z |